# Alan Shepard
Alan Bartlett Shepard Jr. (Derry, 18 novembre 1923 – Pebble Beach, 21 luglio 1998) è stato un astronauta e aviatore statunitense.
Fu il primo astronauta statunitense a volare nello spazio con la missione Mercury-Redstone 3.

## Biografia
Dopo aver frequentato le scuole primarie e secondarie nella sua città natale, Derry, nel New Hampshire, conseguì una laurea in Scienza all'Accademia navale di Annapolis nel 1944, un Master ad honorem in Arte dal "Dartmouth College" nel 1962, un Dottorato ad honorem dalla Università Miami di Oxford nell'Ohio nel 1971, e un altro Dottorato ad honorem in Scienze Umanitarie dal Franklin Pierce College nel 1972. Divenne pilota collaudatore per la Marina Militare nel 1951.

### Carriera nella Marina
Shepard iniziò la sua carriera nella Marina statunitense dopo la laurea conseguita ad Annapolis, sul Cogswell, schierato nell'oceano Pacifico durante la seconda guerra mondiale. Successivamente frequentò la scuola di volo a Corpus Christi, in Texas, e a Pensacola, in Florida, conseguendo il brevetto (le ali - wings - spilla di appartenenza al corpo dei piloti della US Navy) nel 1947. Fu assegnato poi allo Squadrone di volo 42, dapprima a Norfolk (Virginia) e successivamente a Jacksonville, in Florida. Compì molti voli a bordo di aerei militari sopra il Mediterraneo.
Nel 1950 frequentò la scuola per piloti di test della Marina a Patuxent River (Maryland). Dopo il diploma partecipò a diversi voli sperimentali ad alta quota sopra il continente americano, per esperimenti sul comportamento della luce a diverse altitudini; inoltre provò il sistema di rifornimento in volo della Marina, la possibilità di atterraggio di F2H-3 Banshee sulle portaerei e provò il primo ponte di volo angolato per portaerei della Marina. Venne successivamente assegnato al Fighter Squadron 193 di Moffett Field, California, unità di caccia notturni dotata di aerei Banshee. Come ufficiale delle azioni militari di questo squadrone, compì due viaggi nel Pacifico occidentale a bordo della portaerei USS Oriskany.
Ritornò a Patuxent per un secondo turno di servizio e venne impiegato in voli sperimentali dei F3H Demon, F-8U Crusader, F4D Skyray e F11F Tigercat. Fu anche pilota collaudatore degli F5D Skylancer e nei suoi ultimi cinque mesi a Patuxent fu inoltre istruttore alla Test Pilot School. Successivamente venne inviato al Naval War College di Newport (Rhode Island) e, subito dopo il diploma, nel 1957 venne assegnato allo staff del Comandante in Capo della flotta atlantica come ufficiale.
Collezionò più di 8 000 ore di volo, di cui 3 700 in aerei jet.

### Carriera da astronauta
Shepard fu uno dei primi sette astronauti scelti dalla NASA nell'aprile del 1959 nell'ambito del programma Mercury, diventando il primo americano nello spazio. Infatti, il 5 maggio 1961, nella navicella Freedom 7, fu lanciato da un razzo Redstone in una traiettoria di volo suborbitale a un'altitudine di 116 miglia (circa 186 km).
(Alan Shepard, subito prima del lancio con il Freedom 7)

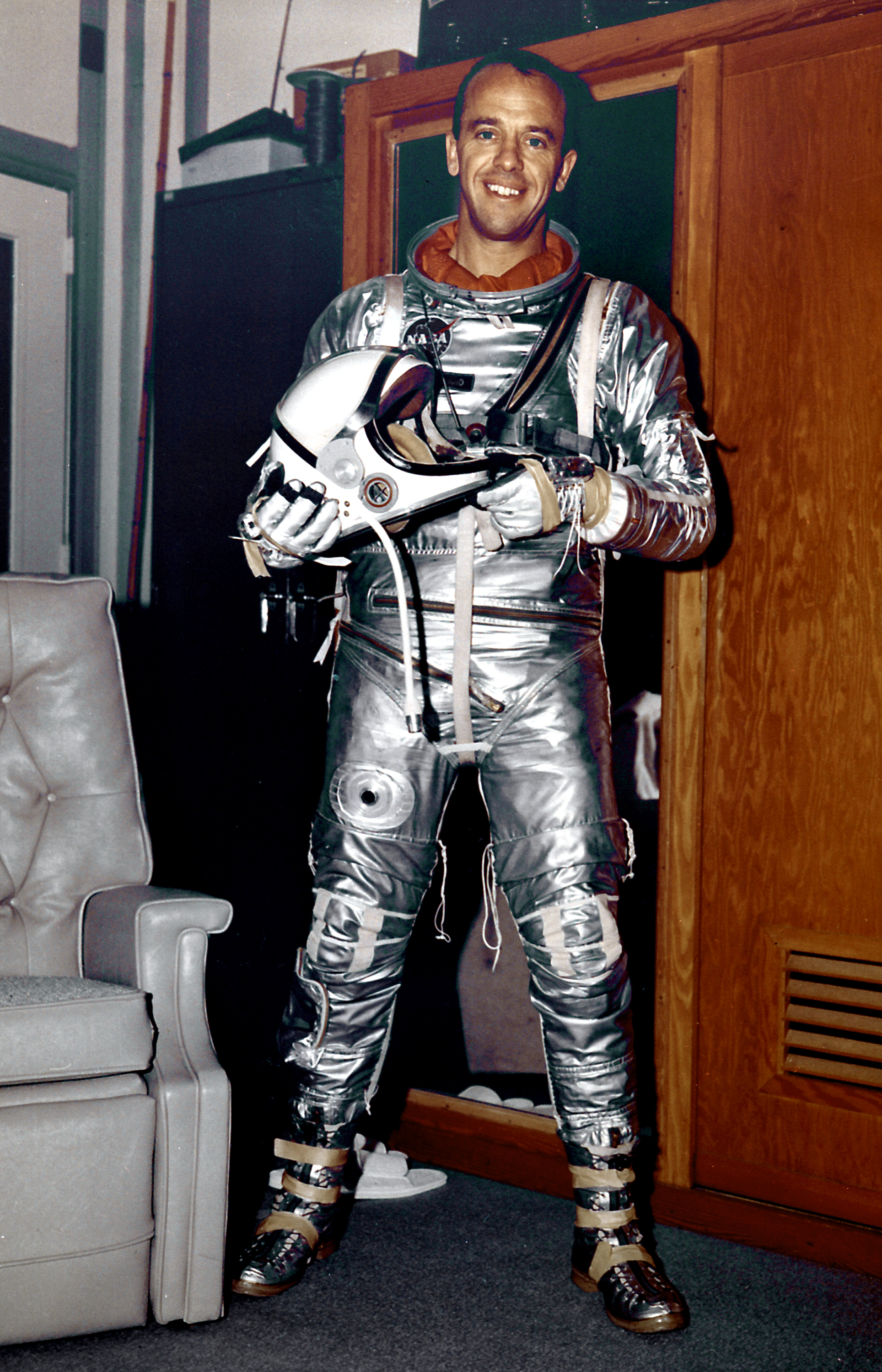
Shepard con la sua tuta nel 1963

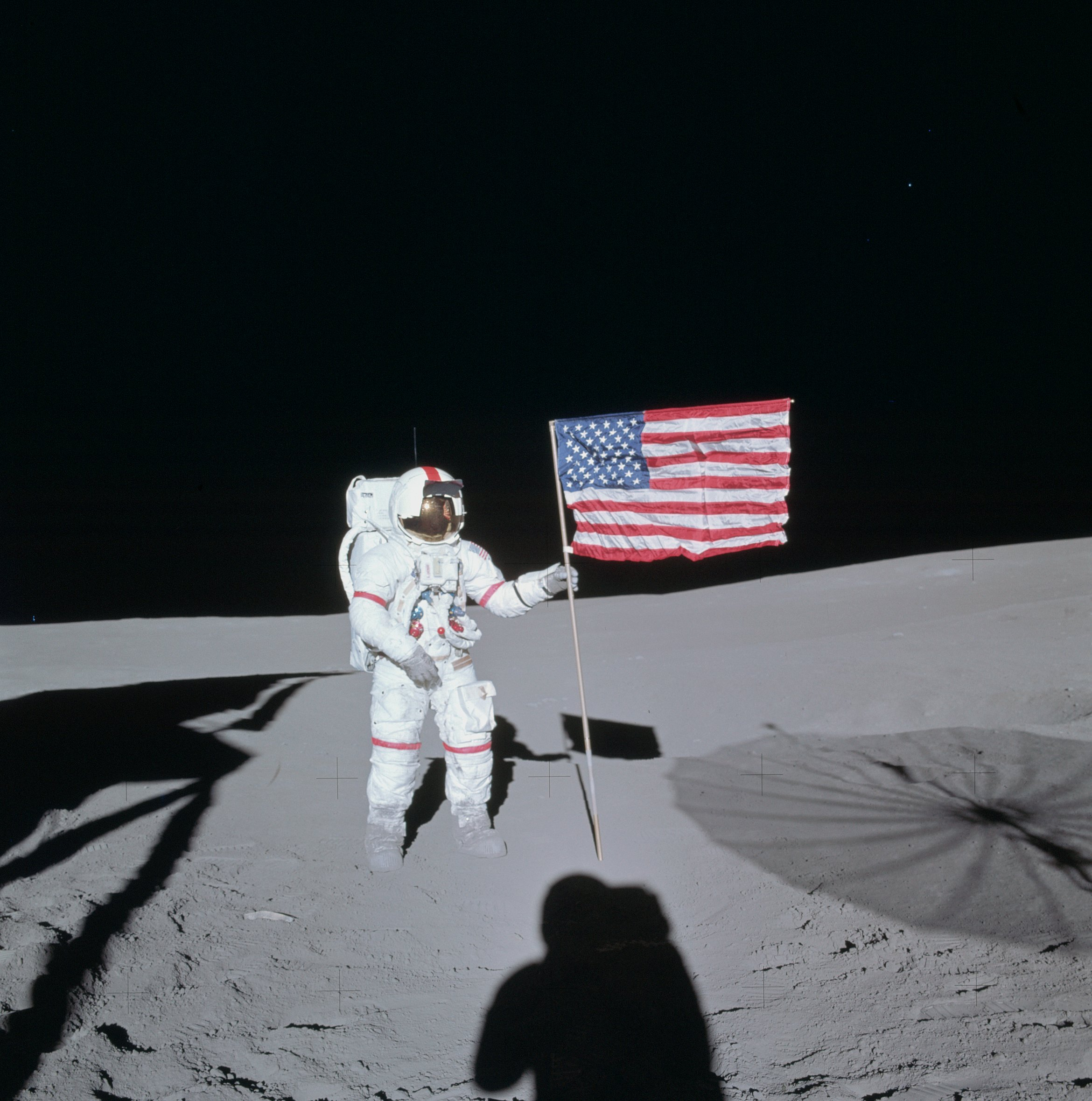
Alan Shepard ritratto sulla Luna, nel corso della missione Apollo 14, tenutasi nel 1971

Successivamente fu selezionato come pilota del Mercury-Atlas 10 Freedom 7-II, una missione della durata di tre giorni in programma nell'ottobre del 1963. La missione fu però cancellata il 13 giugno 1963. Dopo la cancellazione della missione Mercury-Atlas 10, Shepard fu scelto come comandante pilota della prima missione con equipaggio del programma Gemini (Gemini 3) e Frank Borman fu scelto come suo copilota. Entrambi furono però sostituiti (da Gus Grissom e John Young) quando Shepard si ammalò.
All'inizio del 1964 a Shepard venne diagnosticata la sindrome di Menière, una condizione per cui la pressione aumenta progressivamente nell'orecchio interno. Questa sindrome causa un sostanziale aumento della sensibilità dei canali semicircolari e del rilevatore di movimento. I sintomi sono disorientamento, stordimento e nausea. Questa condizione lo portò all'esclusione dall'idoneità di volo per la parte restante degli anni sessanta.
Nel 1963 venne nominato Comandante dell'Ufficio Astronauti, con responsabilità di monitoraggio sulla pianificazione, il coordinamento e il controllo di tutte le attività a cui partecipavano gli astronauti della NASA. Questo comprendeva lo sviluppo e la realizzazione di programmi di addestramento efficaci per assicurare la prontezza al volo di personale disponibile, pilota e non pilota, da assegnare all'equipaggio di voli con esseri umani a bordo; le valutazioni "da pilota" sulla progettazione, costruzione e funzionamento di sistemi per astronavi e relativo equipaggiamento; infine le osservazioni qualitative sia da un punto di vista scientifico sia ingegneristico per facilitare la pianificazione generale delle missioni, la formulazione di procedure operative realizzabili, la selezione e la conduzione di esperimenti specifici per ogni volo. Venne reintegrato nello status di pilota attivo nel maggio 1969, grazie a un'operazione correttiva (secondo un metodo di nuova concezione) che gli consentì di guarire dalla sindrome di Ménière.
All'età di quarantasette anni, astronauta più anziano del programma, Shepard fece il suo secondo volo spaziale come comandante dell'Apollo 14, dal 31 gennaio al 9 febbraio 1971, terza missione di allunaggio umano e la prima dopo il fallimento dell'Apollo 13. Gli altri membri dell'equipaggio erano il pilota del modulo di comando Stuart Roosa e il pilota del modulo di allunaggio Edgar Mitchell. Allunati con il modulo lunare "Antares" in un punto dell'altopiano collinoso della formazione Fra Mauro, Shepard e Mitchell misero in atto vari esperimenti scientifici e raccolsero quasi 45 kg di campioni lunari per il ritorno a terra. Shepard è famoso per essere stato, nella missione del 1971, l'unico uomo ad aver giocato a golf sulla Luna. Anche se la sua partita finì male (la palla terminò la corsa in una buca), Shepard poté così provare la forza di gravità lunare. Dopo la missione Apollo 14, Shepard riassunse l'incarico di Capo dell'Ufficio Astronauti nel giugno 1971. Fu promosso contrammiraglio prima del definitivo collocamento a riposo il 1º agosto 1974.
Shepard morì di leucemia vicino alla sua casa a Pebble Beach (California) all'età di 74 anni. Louise Brewer, sua moglie per 53 anni, morì cinque settimane più tardi. Entrambi furono cremati e le loro ceneri furono disperse insieme da un elicottero della Marina su Stillwater Cove, di fronte alla loro casa di Pebble Beach. Oggi, nel Forest Hill Cemetery di Derry, nel New Hampshire, è presente un epitaffio intitolato alla coppia.

## Omaggi
- Il comandante Shepard, protagonista della serie di videogiochi Mass Effect, è un omaggio ad Alan Shepard.
- Appare per pochi secondi nella sigla della serie TV Star Trek: Enterprise.

## Premi
Ricevette la Naval Astronaut Wings, il Langley Award (la massima onorificenza della Smithsonian Institution) il 5 maggio 1964, il Lambert Trophy, il Kinchloe Trophy, il Cabot Award, il Collier Trophy, la Medaglia d'Oro della città di New York (1971) e l'Achievement Award per l'anno 1971.
Shepard venne nominato dal presidente Nixon delegato alla XXVI Assemblea generale delle Nazioni Unite nel luglio 1971.